# Instituto de Economia da Unicamp

O Instituto de Economia (IE) é uma das unidades da Universidade Estadual de Campinas (Unicamp).

## História
O departamento de Economia e Planejamento Econômico (DEPE), do Instituto de Filosofia e Ciências Humanas (IFCH) da Unicamp iniciou suas atividades em 1968, com cursos de economia e planejamento econômico em nível de pós-graduação. Considera-se essa a data de nascimento do IE/Unicamp. O curso de graduação em Ciências Econômicas começa em 1970 e o Mestrado e o Doutorado em economia foram formalmente implementados ao longo daquela década (1974 e 1977, respectivamente). Em 1984, o departamento se transformou no Instituto de Economia (IE) e sua institucionalização seguiu seu caminho desde então. Nestes quase 50 anos, que se confundem com a história da Unicamp, não foram poucas nem desimportantes as contribuições do IE para a formação de quadros aos setores público e privado do país, a participação de seus alunos, docentes e pesquisadores no debate público sobre as grandes questões nacionais, e o reconhecimento de sua produção acadêmica.
Para além da variedade que felizmente marca o Instituto de Economia, talvez a sua característica principal seja um elevado grau de identidade de seus docentes, pesquisas e cursos, com uma determinada forma de enxergar as relações econômicas, a economia brasileira e sua forma de inserção no mundo. Esta identidade, que o distingue de outras instituições no Brasil e não significa ausência de críticas internas, é geralmente apresentada sob o título de “Escola de Campinas”.
Aqui se entende esta alcunha como sinônimo de uma interpretação original e singular sobre a formação e o desenvolvimento do capitalismo no Brasil. Gestada na confecção e discussão das obras seminais de alguns dos fundadores do IE nos anos 1970, tal interpretação não é apenas uma linha de explicação para fenômenos em curso no Brasil à época. Ela envolveu o diálogo crítico com a tradição estruturalista latino-americana nas discussões sobre o desenvolvimento, a mobilização também original de um conjunto de referências teóricas em economia (notadamente Marx, Kalecki, Keynes e Schumpeter), e um esforço renovado nas décadas seguintes, por velhas e novas gerações de professores, de interpretar a evolução da economia brasileira e seus desafios em busca do desenvolvimento.
Este esforço envolveu diversificação e especialização das áreas de pesquisa, que se traduzem nas atuais três dezenas de linhas de investigação vigentes, conduzidas por docentes de maneira individual ou coletiva em 11 Centros e Núcleos de Pesquisa. O IE possui hoje dois programas de Pós-Graduação, com Mestrado e Doutorado: Economia e Desenvolvimento Econômico. Este último se desdobra em cinco áreas temáticas: História Econômica; Economia Social e do Trabalho; Economia Agrícola e do Meio Ambiente; Economia Regional e Urbana; Padrões e Estratégias de Desenvolvimento.
Do ponto de vista numérico, o IE conta hoje com um corpo de 73 docentes e 48 funcionários. No curso de Graduação, ao final de 2016 estavam matriculados 581 alunos (363 no diurno e 218 no noturno). Na Pós-Graduação o alunado estava distribuído da seguinte forma: 109 no Mestrado em Desenvolvimento Econômico, 52 no Mestrado em Economia, 92 no Doutorado em Desenvolvimento Econômico, 60 no Doutorado em Economia, 69 no Curso de Especialização Lato Sensu em Economia do Trabalho e Sindicalismo e 17 no Pós-Doutorado. De 2013 até 2016, foram defendidas 135 dissertações de mestrado e 75 teses de doutorado, totalizando 210 trabalhos concluídos.
Com sete cursos de especialização (modalidade extensão) em desenvolvimento neste período, envolvendo cerca de 1600 alunos matriculados nos anos de 2013 a 2016, o Instituto de Economia vem contribuindo para a qualificação e a atualização de profissionais em áreas e temas associados à gestão organizacional, à economia e às relações internacionais.
A produção científica do IE resultou, conforme levantamento do último quadriênio, em 302 livros, entre publicações de obras completas e capítulos; 598 artigos publicados em periódicos, jornais e revistas; 607 trabalhos em anais de congressos, dentre resumos e trabalhos completos; e 598 participações em congressos e eventos. Foram realizadas 154 pesquisas no quadriênio 2013/2016 com o apoio de agências de financiamento público e privado, nacional e internacional.
Em 2018, por ocasião da comemoração dos 50 anos de criação do DEPE (e, assim, do IE enquanto escola de economia), foram realizadas uma série de atividades que procuraram resgatar essa história intelectual e institucional, avaliar seu impacto acadêmico e dialogar com a sociedade brasileira, e refletir sobre seus desafios presentes e futuros. Veja: http://www.economia.unicamp.br/instituto-economia/50-anos

## Centros e núcleos
- Centro de Estudos de Conjuntura e Política Econômica (CECON)
- Centro de Estudos de Desenvolvimento Econômico (CEDE)
- Centro de Estudos de Relações Econômicas Internacionais (CERI)
- Centro de Estudos Sindicais e de Economia do Trabalho (CESIT)
- Núcleo de Economia Agrícola (NEA)
- Núcleo de Economia Industrial e da Tecnologia (NEIT)
- Núcleo de Economia Social, Urbana e Regional (NESUR)
- Núcleo de Finanças (NIF)
- Núcleo de História Econômica (NIHE)
- Núcleo de Métodos Quantitativos Aplicados à Economia (NIMQAE)

## Biblioteca
Criado em 1985, o Centro de Documentação 'Lucas Gamboa' (CEDOC-IE) é a biblioteca do instituto de Economia.

## Entidades e órgãos relacionados

### Grupo de Mercado Financeiro
O Grupo de Mercado Financeiro da Unicamp (GMF Unicamp) foi fundado em 2012 por alunos de graduação dos cursos de Economia e Engenharia Elétrica. Com o apoio do Instituto de Economia e tendo o professor doutor Rodrigo Lanna Franco da Silveira como tutor, o GMF Unicamp tem como objetivo agregar conhecimento para seus membros, promovendo o contato com informações e conceitos relativos a essa área. Para isso, o GMF busca realizar eventos, cursos  e grupos de estudo tanto para quem quer conhecer mais sobre os mercados, quanto para os que desejam seguir carreira na área, sempre visando instigar o interesse dos alunos ao abordar os acontecimentos atuais no mercado financeiro e demostrar a aplicabilidade dos conhecimentos adquiridos. O grupo também atua na aproximação entre instituições financeiras e alunos através da divulgação de vagas de estágio, de organização de palestras de recrutamento e de visita às empresas.

### Atlética
A Associação Atlética Acadêmica XV de Julho é a entidade estudantil responsável pela organização e promoção de atividades ligadas ao desporto, envolvendo os alunos do IE/Unicamp. Alunos que, segundo o Estatuto da entidade, compõem o corpo de associados da Atlética e, por isso, são responsáveis pela administração e determinação das diretrizes da entidade.

### Centro acadêmico
O chamado CAECO, Centro Acadêmico da Economia, é encarregado de promover debates, discussões e atitudes sociais no que tange a temas atuais da economia. É também um lugar de recreação para os estudantes, tendo em seu espaço mesa de sinuca e pebolim.

### Empresa Júnior
A ECONOMICA - Estudos Econômicos Junior - completou, em 2018, 26 anos de sua fundação. Especializada em prestar consultoria empresarial, a ECONOMICA trabalha na realização de Pesquisas de Mercado, Análise de Viabilidade de Investimento, Precificação, Valuation, Gestão Financeira e Plano de Negócios. 